# Valognes
Valognes és un municipi francès situat al departament de la Manche i a la regió de Normandia. L'any 2007 tenia 7.235 habitants.

## Demografia

### Població
El 2007 la població de fet de Valognes era de 7.235 persones. Hi havia 3.120 famílies de les quals 1.190 eren unipersonals (426 homes vivint sols i 764 dones vivint soles), 909 parelles sense fills, 768 parelles amb fills i 253 famílies monoparentals amb fills.
La població ha evolucionat segons el següent gràfic:
Habitants censats

### Habitatges
El 2007 hi havia 3.490 habitatges, 3.204 eren l'habitatge principal de la família, 75 eren segones residències i 211 estaven desocupats. 2.317 eren cases i 1.134 eren apartaments. Dels 3.204 habitatges principals, 1.460 estaven ocupats pels seus propietaris, 1.681 estaven llogats i ocupats pels llogaters i 63 estaven cedits a títol gratuït; 93 tenien una cambra, 359 en tenien dues, 691 en tenien tres, 860 en tenien quatre i 1.202 en tenien cinc o més. 1.742 habitatges disposaven pel capbaix d'una plaça de pàrquing. A 1.614 habitatges hi havia un automòbil i a 1.045 n'hi havia dos o més.

### Piràmide de població
La piràmide de població per edats i sexe el 2009 era:
| Homes | Edats   | Dones |
| ----- | ------- | ----- |
| 8     | 95 o +  | 20    |
| 4     | 90 a 94 | 48    |
| 60    | 85 a 89 | 108   |
| 24    | 80 a 84 | 108   |
| 92    | 75 a 79 | 188   |
| 144   | 70 a 74 | 180   |
| 140   | 65 a 69 | 192   |
| 168   | 60 a 64 | 228   |
| 124   | 55 a 59 | 164   |
| 152   | 50 a 54 | 216   |
| 300   | 45 a 49 | 228   |
| 264   | 40 a 44 | 276   |
| 288   | 35 a 39 | 300   |
| 272   | 30 a 34 | 280   |
| 248   | 25 a 29 | 260   |
| 164   | 20 a 24 | 188   |
| 252   | 15 a 19 | 269   |
| 300   | 10 a 14 | 348   |
| 276   | 5 a 9   | 256   |
| 204   | 0 a 4   | 192   |

## Economia
El 2007 la població en edat de treballar era de 4.491 persones, 3.183 eren actives i 1.308 eren inactives. De les 3.183 persones actives 2.888 estaven ocupades (1.529 homes i 1.359 dones) i 295 estaven aturades (119 homes i 176 dones). De les 1.308 persones inactives 432 estaven jubilades, 409 estaven estudiant i 467 estaven classificades com a «altres inactius».

### Ingressos
El 2009 a Valognes hi havia 3.139 unitats fiscals que integraven 6.975,5 persones, la mediana anual d'ingressos fiscals per persona era de 16.352 €.

### Activitats econòmiques
Dels 471 establiments que hi havia el 2007, 9 eren d'empreses extractives, 16 d'empreses alimentàries, 3 d'empreses de fabricació d'elements pel transport, 25 d'empreses de fabricació d'altres productes industrials, 38 d'empreses de construcció, 136 d'empreses de comerç i reparació d'automòbils, 16 d'empreses de transport, 22 d'empreses d'hostatgeria i restauració, 2 d'empreses d'informació i comunicació, 24 d'empreses financeres, 23 d'empreses immobiliàries, 53 d'empreses de serveis, 75 d'entitats de l'administració pública i 29 d'empreses classificades com a «altres activitats de serveis».
Dels 90 establiments de servei als particulars que hi havia el 2009, 1 era una oficina d'administració d'Hisenda pública, 1 gendarmeria, 1 oficina de correu, 8 oficines bancàries, 3 funeràries, 7 tallers de reparació d'automòbils i de material agrícola, 3 tallers d'inspecció tècnica de vehicles, 4 autoescoles, 7 paletes, 6 guixaires pintors, 7 fusteries, 4 lampisteries, 5 electricistes, 1 empresa de construcció, 11 perruqueries, 2 veterinaris, 10 restaurants, 5 agències immobiliàries, 1 tintoreria i 3 salons de bellesa.
Dels 74 establiments comercials que hi havia el 2009, 3 eren supermercats, 3 grans superfícies de material de bricolatge, 1 una botiga de més de 120 m², 13 fleques, 8 carnisseries, 1 una botiga de congelats, 4 llibreries, 15 botigues de roba, 4 botigues d'equipament de la llar, 3 sabateries, 1 una sabateria, 4 botigues de mobles, 3 botigues de material esportiu, 1 una botiga de material de revestiment de parets i terra, 2 perfumeries, 3 joieries i 5 floristeries.
L'any 2000 a Valognes hi havia 47 explotacions agrícoles que ocupaven un total de 310 hectàrees.

## Equipaments sanitaris i escolars
El 2009 hi havia 1 hospital de tractaments de curta durada, 1 hospital de tractaments de mitja durada (seguiment i rehabilitació), 1 un hospital de tractaments de llarga durada, 4 psiquiàtrics, 1 centre d'urgències, 1 centre de salut, 3 farmàcies i 3 ambulàncies.
El 2009 hi havia 2 escoles maternals i 4 escoles elementals. A Valognes hi havia 2 col·legis d'educació secundària i 1 liceu d'ensenyament general. Als col·legis d'educació secundària hi havia 927 alumnes i als liceus d'ensenyament general 845.

## Poblacions més properes
El següent diagrama mostra les poblacions més properes.